# Live Around the World (álbum de Queen + Adam Lambert)
Live Around the World é o segundo (primeiro internacionalmente) álbum ao vivo do Queen + Adam Lambert, lançado em 2 de outubro de 2020 pela Hollywood Records na América do Norte e pela EMI em todo o mundo.  As canções foram executadas em diversos shows entre junho de 2014 e fevereiro de 2020. O álbum também foi lançado em DVD e Blu-ray com músicas adicionais omitidas nos lançamentos de CD e vinil.

## História
Em 19 de agosto de 2020, Brian May revela nas redes sociais uma mensagem misteriosa anunciando um projeto futuro do Queen. Poucos dias depois, é revelado que se trata finalmente de um álbum ao vivo com o cantor Adam Lambert, compilando vários concertos e festivais dados pelo grupo entre 2014 e 2020 em vários países. A probabilidade para um álbum ao vivo com Lambert era grande, visto que os shows que eles estavam fazendo ao redor do mundo gerava grande sucesso. Após o adiamento da ''Rhapsody Tour'', o Queen fez uma seleção de momentos de seus shows anteriores. Como uma compensação pelo cancelamento da turnê, a banda viu o momento certo para lançar um álbum ao vivo juntos.
As canções que compõem Live Around The World foram tocadas e selecionadas pelos próprios Roger Taylor, Adam Lambert e Brian May , em quase 200 apresentações. Também encontramos os famosos Ay-Ohs de Freddie Mercury, retirado de filmagens da Magic Tour, mas especificamente no Wembley em 1986.
O final do álbum consiste em sete faixas apresentadas no festival Fire Fight Australia no ANZ Stadium em Sydney. o grupo repete exatamente os mesmos clássicos tocados durante o famoso show beneficente Live Aid, 13 de julho de 1985, no Estádio de Wembley.

## Faixas
1. "Tear It Up" (Brian May) - 3:04
2. "Now I'm Here (editada)" (Brian May) - 5:06
3. "Another One Bites The Dust" (John Deacon) - 3:22
4. "Fat Bottomed Girls (Brian May) - 5:27
5. "Don't Stop Me Now" (Freddie Mercury) - 4:10
6. "I Want To Break Free" (John Deacon) - 3:33
7. "Somebody To Love" (Freddie Mercury) - 5:58
8. "Love Kills - The Ballad" (Mercury/Giorgio Moroder) - 4:17
9. "I Was Born to Love You" (Freddie Mercury) - 4:04
10. "Under Pressure" (Queen / David Bowie) - 3:45
11. "Who Wants To Live Forever" (Brian May) - 4:40
12. "The Show Must Go On" (Brian May) - 4:17
13. "Love Of My Life" (Freddie Mercury) - 4:13
14. "Bohemian Rhapsody" (Freddie Mercury) - 02:20
15. "Radio Ga-Ga" (Roger Taylor) - 4:23
16. "Ay-Oh" (Mercury) - 1:18
17. "Hammer To Fall " (Brian May) - 4:53
18. "Crazy Little Thing Called Love" (Freddie Mercury) - 4:03
19. "We Will Rock You" (Brian May) - 2:29
20. "We Are The Champions" (Freddie Mercury) - 4:36

## Ficha técnica
- Adam Lambert - vocais principais
- Brian May - guitarra, vocais de apoio e vocal principal
- Roger Taylor - bateria, percussão, vocais de apoio e vocal principal
- Freddie Mercury - vocal principal ("Ay-Oh" e partes de "Love Of My Life" e "Bohemian Rhapsody)
- Spike Edney - piano, teclados, sintetizador, vocoder, vocais de apoio
- Neil Fairclough - baixo, vocais de apoio
- Rufus Tiger Taylor - percussão, bateria adicional, vocais de apoio (2011-2017)
- Tyler Warren - percussão, bateria adicional, vocais de apoio (2017 -)